# Llanfairpwllgwyngyllgogerychwyrndrobwllllantysiliogogogoch
Llanfairpwllgwyngyllgogerychwyrndrobwllllantysiliogogogoch (IPA: [ɬanvairˌpuɬɡwɪ̈nˌɡɪ̈ɬɡoˌɡɛrəˌχwərnˌdrobuɬˌɬantɪ̈ˌsiljoˌɡoɡoˈɡoːχ] kiejtéseⓘ) falu Walesben, Anglesey szigetén. Hivatalosan ez a leghosszabb nevű helység az Egyesült Királyságban és Európában.
A név jelentése „A vörös barlangi St. Tysilio melletti sebes örvény közelében levő fehér mogyorófák völgyében fekvő Szűz Mária templom”. (The church of St. Mary in the hollow of white hazel trees near the rapid whirlpool by St. Tysilio's of the red cave.) Másképp: "Szűz Mária templom a fehér mogyorófák tavacskájánál, a gyors örvény közelében, St. Tysilio templomának vörös barlangjánál."
Ezt a nevet a falu vasútállomásának Y Bardd Cocos-John Evans (1827-95) a helybeli "walesi bárd" adta tréfából.
Az útjelző táblákon Llanfairpwllgwyngyll néven szerepel, a helyiek általában Llanfairpwll vagy Llanfair rövidítésben használják. Gyakran rövidítik Llanfair PG-ként is.
A név hossza 58 karakter, de ez walesi nyelven csak 51 betűnek számít, mivel az ll és ch egy-egy betű (digráfok), mint a magyar ly vagy cs.
Évente több ezren keresik fel a kis falut. Látogatói nem szokták kihagyni a restaurált Viktória-korabeli vasútállomást, ahol a helyi kézművesség alkotásai fényképezhetőek a leghosszabb településnévvel együtt.
Az itt nyomtatott vasúti menetjegy hossza 15 cm.
E település talajában találták a Myxococcus llanfairpwllgwyngyllgogerychwyrndrobwllllantysiliogogogochensist, mely róla kapta nevét, és más baktériumokkal táplálkozik.

## Testvértelepülései
- Ee, Hollandia
- Y, Franciaország